# 達拉斯鎮區 (愛荷華州馬里昂縣)
達拉斯鎮區（英語：Dallas Township）是位於美國愛荷華州馬里昂縣的一個行政鎮區。

## 地方資料
根據2010年美國人口普查的數據，達拉斯鎮區的面積為93.35平方千米，當中陸地面積為93.33平方千米，而水域面積為0.02平方千米。當地共有人口1671人，而人口密度為每平方千米17.9人。